# Aeroportul Akulivik
Aeroportul Akulivik (IATA: AKV, ICAO: CYKO) este un aeroport din Provincia Québec, Canada ce deservește zona Akulivik⁠(d). A fost numit după zona deservită.
Situat la o altitudine de 22 m, aeroportul dispune de o singură pistă.